# 1422
1422（千四百二十二、せんよんひゃくにじゅうに）は自然数、また整数において、1421の次で1423の前の数である。

## 性質
- 1422は合成数であり、約数は 1, 2, 3, 6, 9, 18, 79, 158, 237, 474, 711, 1422 である。
  - 約数の和は3120。
- 314番目のハーシャッド数である。1つ前は1417、次は1431。
  - 9を基とする88番目のハーシャッド数である。1つ前は1413、次は1431。
- 各位の平方和が平方数になる93番目の数である。1つ前は1408、次は1444。(オンライン整数列大辞典の数列 A175396)
- 1422 = 33 + 43 + 113
  - 異なる3つの正の数の立方数の和1通りで表せる103番目の数である。1つ前は1407、次は1464。(オンライン整数列大辞典の数列 A025399)
- n = 1422 のとき n と n − 1 を並べた数を作ると素数になる。n と n − 1 を並べた数が素数になる132番目の数である。1つ前は1404、次は1434。(オンライン整数列大辞典の数列 A054211)

## その他 1422 に関連すること
- 西暦1422年
- アール・エフ・ラジオ日本のラジオ周波数（1422 kHz）。
- 1422 V-STATION